# Rudolf Amthauer
Rudolf Amthauer (* 19. Dezember 1920 in Iserlohn; † 30. September 1989 in Frankfurt am Main) war ein deutscher Psychologe. Er ist insbesondere für die Entwicklung des 1953 erstmals veröffentlichten Intelligenz-Struktur-Tests (IST) bekannt.

## Werdegang
Amthauer begann bereits als Kriegsgefangener 1944 mit dem Studium der Psychologie an der University of California at Berkeley. Ab 1946 studierte an der Georg-August-Universität Göttingen und wurde 1952 mit einer Arbeit über Intelligenzmessung, aus welcher der I-S-T resultierte, promoviert.
Anschließend war er in leitender Funktion bei der Deutschen Gesellschaft für Personalwesen tätig. Ab 1953 war er für die Firma Hoechst tätig, zunächst als wissenschaftlicher Mitarbeiter, später als Leiter des firmeneigenen Ausbildungswesens. Diese Tätigkeit übte er bis 1983 aus.
Nebenberuflich war er als Dozent und für Arbeits- und Betriebspsychologie an der Staatlichen Ingenieurschule für Maschinenwesen Frankfurt sowie als Honorarprofessor an der Goethe-Universität Frankfurt engagiert. Er war als Präsident an der Vorbereitung und Durchführung des XIX. Weltkongresses der Internationalen Gesellschaft für Angewandte Psychologie beteiligt. Er war auch Mitglied des Exekutivkomitees der Internationalen Gesellschaft für Angewandte Psychologie und in der Föderation der Deutschen Psychologenvereinigungen.

## Werk
Amthauer wird als Wegbereiter der angewandten Psychologie bezeichnet. Der von ihm entwickelte Intelligenz-Struktur-Test ein ungewöhnlich erfolgreiches und erstes brauchbare Instrument einer mehrdimensionalen Intelligenzdiagnistik im deutschen Sprachraum. 2000 wurde posthum der vollständig überarbeitete Test IST-2000 von den Autoren Brocke, Liepmann und Beauducel unter seiner Mitautorenschaft veröffentlicht.
Große Bedeutung für den beruflichen Eignungs- und Ausbildungsbereich hat auch der von ihm entwickelte Test zur Diagnose des Praktisch-technischen Verständnisses (PVT) erreicht, mit dem nicht zuletzt auch handwerkliche Begabungen erfasst werden konnten. Weitere seiner Studien betrafen die Übbarkeit menschlicher Fähigkeiten, die Beziehungen zwischen körperlichen und geistigen Fähigkeiten, die angemessene Förderung von Minderbegabten, Geschlechtsunterschiede im Leistungsverhalten, die psychische Belastung in industriellen Großbetrieben sowie Akzeletrationsphänomene und soziale Probleme bei Jugendlichen. Zuletzt beschäftigte er sich mit Problemen der Händigkeit und den dazugehörenden Funktionen der linken und der rechten Gehirnhälfte. Hohe Anerkennung haben seine Arbeiten auf dem Gebiet der beruflichen Bildung und der betrieblichen Ausbildung ghefunden. Auch in der Bildungspolitik hat er sich engagiert; dabei war er ein geschätzter Berater europäischer und außereuropäischer Institutionen und Verbände.

## Ehrungen
- 1978: Verdienstkreuz 1. Klasse der Bundesrepublik Deutschland[2]
- 1982: Distinguished Service Award der International Association of Applied Psychology
- 1984: Ehrenmitglied des Berufsverbandes Deutscher Psychologen

## Veröffentlichungen (Auswahl)
- Intelligence and vocation. Results of a new method for measuring intelligence. Zeitschrift für Experimentelle und Angewandte Psychologie, 1953, 1, 102–136.
- The Intelligence Structure Test. IST. Oxford: Verlag für Psychologie (1953).
- Ergebnisse einer Studie über krankheitsbedingte Fehlzeiten. Psychologische Rundschau, 1963, 14, 1–12.
- Intelligenz und Beruf: Ergebnisse eines neuen Verfahrens zur Bestimmg der Intelligenz. Hogrefe Verlag für Psychologie, Göttingen 1953.